# Каратау (хребет, Південний Урал)
Каратау (башк. Ҡаратау, "чорна гора") — гірський хребет, західний відріг Південного Уралу, розташований на кордоні Башкортостану і Челябінської області Росії.
Довжина хребта становить близько 75 кілометрів, висота — до 691 м. Ширина на заході дорівнює 10-13 км, в центральній частині 5-6 км і на сході 8-10 км.
По всій протяжності розділяє два суб'єкта Російської Федерації — Башкортостан і Челябінську область. Середня висота хребта Каратау — 600 метрів над рівнем моря. Найвища точка Каратау — гора Ак-Тюбе (691 м), розташована в західній його частині. Слово «актюбе» з башкирського мови перекладається як «біла височина, вершина».
Складений переважно вапняками, пісковиками, глинистими сланцями. Є родовище бурого вугілля.
Хребет Каратау витягнутий кількома паралельними пасмами. Схили хребта покриті змішаними лісами (ялина, ялиця, липа), є поодинокі модрини. На схід від хребта проходить межа суцільного поширення східноєвропейських липових, дубових, кленових та ільмових лісів.